# Yinyang (köpinghuvudort i Kina, Jiangsu Sheng, lat 31,71, long 121,86)
Yinyang är en köpinghuvudort i Kina. Den ligger i provinsen Jiangsu, i den östra delen av landet, omkring 290 kilometer öster om provinshuvudstaden Nanjing. Antalet invånare är 72 326. Befolkningen består av 36 647 kvinnor och 35 679 män. Barn under 15 år utgör 8,0 %, vuxna 15-64 år 72 %, och äldre över 65 år 19,0 %.
Närmaste större samhälle är Huiping, 9,6 km nordväst om Yinyang. 
Genomsnittlig årsnederbörd är 1 224 millimeter. Den regnigaste månaden är juli, med i genomsnitt 179 mm nederbörd, och den torraste är januari, med 36 mm nederbörd.